# Nerthus (groupe)
Pour la divinité germanique, voir Nerthus.
Nerthus est un groupe de black et pagan metal autrichien, originaire de Hohenems, Vorarlberg.

## Biographie
Nerthus est formé en 1998 à Hohenems, Vorarlberg. Cette même année, le groupe publie une démo de six chansons intitulée Inhale the Seclusion. Deux ans plus tard, le groupe publie son premier album studio intitulé Escape from Suction. En 2002, Scattered to the Four Wainds, leur deuxième album studio, est publié. Il est suivi encore deux années plus tard, en 2004, par leur troisième album studio, Black Medieval Art. Leur quatrième album studio, The Crowned's Reunion est publié en 2007, et accueilli d'une manière mitigée par la presse spécialisée,,,. 

## Membres

### Membres actuels
- Alexander K. Hiebaum – guitare, basse, harpe, boite à rythmes, chœurs (depuis 1998)[1]
- Clemens J. Hiebaum – clavier, chœurs (depuis 1998)[1]
- Mirko B. – chant (depuis 2001)[1]

### Anciens membres
- D. Rutem – batterie, percussions[1]
- Daniel Geiger – chant (1998-?)[1]

## Discographie
- 1998 : Inhale the Seclusion (démo)
- 2000 : Escape from Suction
- 2002 : Scattered to the Four Wainds
- 2004 : Black Medieval Art
- 2007 : The Crowned's Reunion